# Олдейс & Ониънс
Олдейс & Ониънс (на английски: Alldays & Onions) е бивш британски автомобилен производител. Коли се произвеждат и продават в периода 1898-1918 г. под името Олдейс.

## История
През 1889 г. в резултат на сливането на традиционните машиностроителни фирми Ониънс (1650) и Олдейс (1720) е основана компанията Олдейс & Ониънс Пнюматик Енджиниъринг Ко. (Alldays & Onions Pneumatic Engineering Co.). Фирмата започва да произвежда колелета под името Олдейс.
През 1898 г. Олдейс & Ониънс произвежда първия си автомобил - Травелър, който обаче се сглобява серийно чак от 1903 г., когато двигател със 7 к.с. замества този с 4. Голям успех фирмата постига с модела 10/12 (1905-1913). Той е популярен както сред нормалните шофьори, така и сред състезателите по планинско изкачване и други състезания. През 1908 г. Олдейс & Ониънс купува Енфийлд Аутокар Къмпани, от която взима успешните дву- и четирицилиндрови двигатели. Скоро след това повечето модели започват да се предлагат и под двете имена.
През 1918 г. Олдейс & Ониънс се слева с притежаваната от нея Енфийлд и произвеждат автомобили Енфийлд-Олдейс до 1925 г.
От 1903 г. се произвеждат и мотоциклети, които продават като Олдейс-Мачлес. През 1915 г. името на мотоциклетите е сменено на Алон, защото лондонската фирма Мачлес, която също е в този безнес, не е съгласна да друга компания да продава стоката си с име, наподобяващо нейното. Мотоциклети Алон се сглобяват до 1927 г.

## Автомобили
- Травелър (1898-1904)
- 7 (1903-1908)
- 7 и 8 (1903-1907)
- 10/12 (1905-1913)
- 16 (1906)
- 20/25 (1906-1911)
- 14/18 (1908-1912)
- Експресодел (1911-)
- 30/35 (1911-1914)
- 12/14 (1912-1916)
- 16/20 (1912-1916)
- 25/30 (1912-1916)
- Миджет (1913-1914)
- 8/10 (1914)